# Астрономія

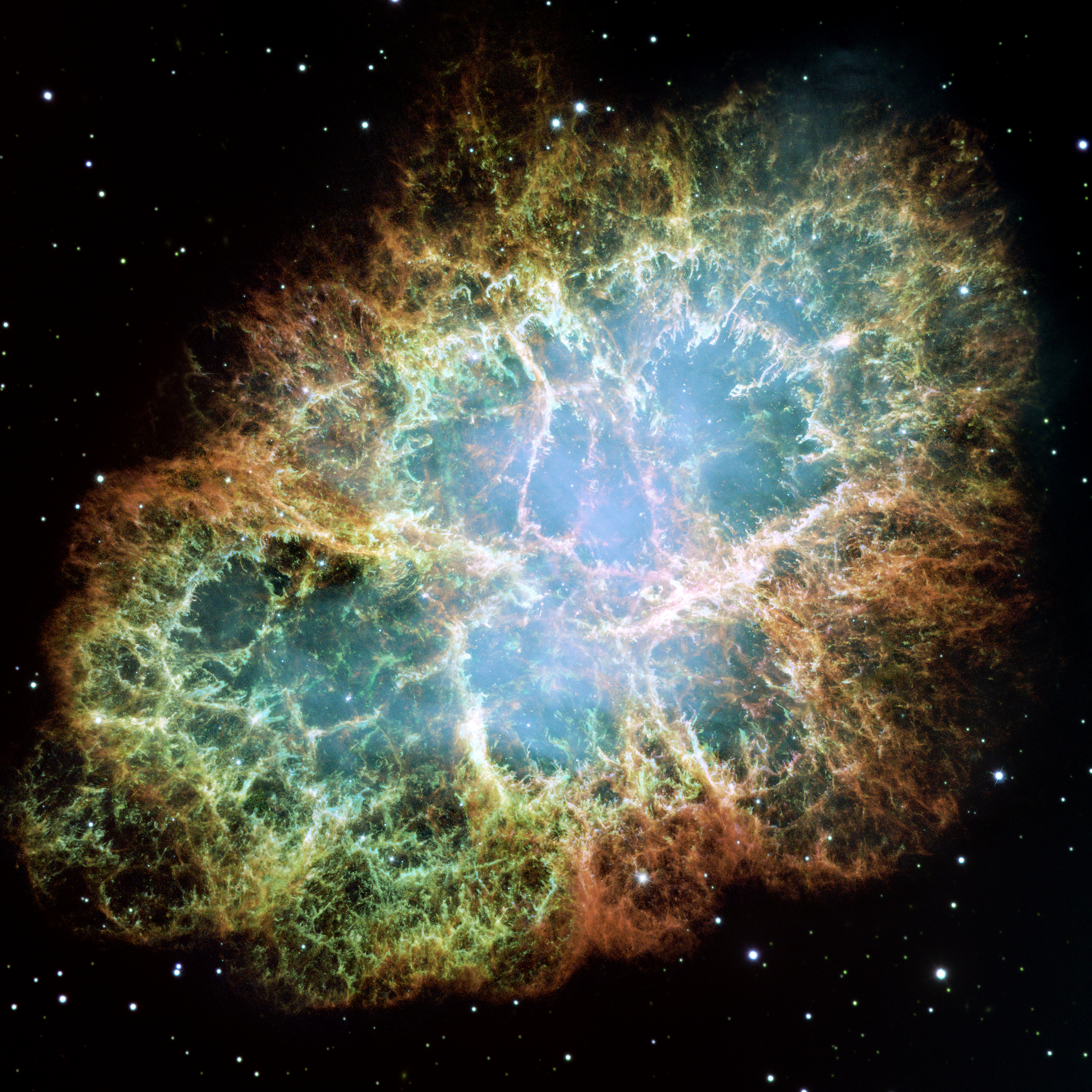
Зображення Крабоподібної туманності, отримане космічним телескопом Габбл.

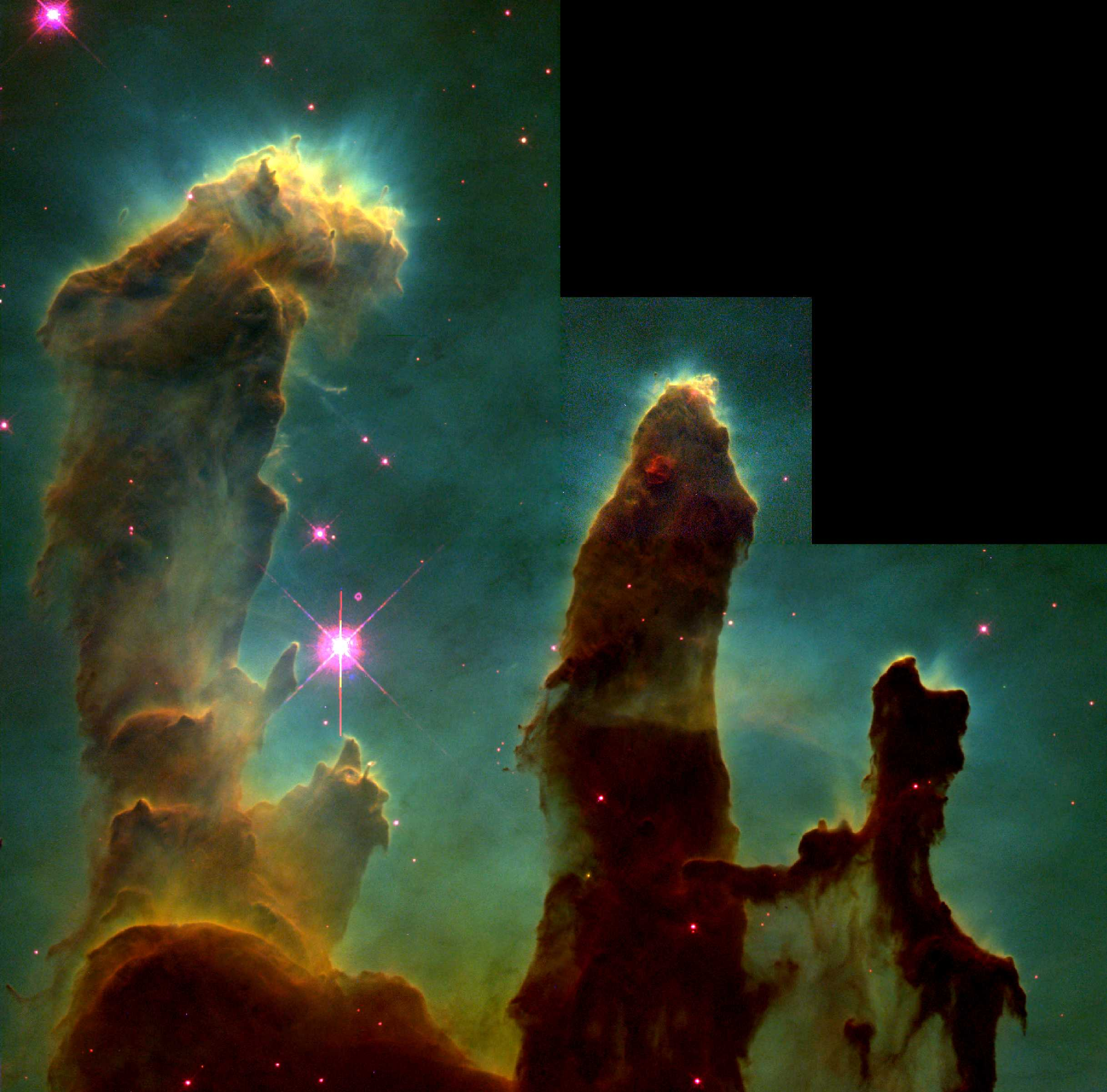
«Стовпи творіння», один із найвідоміших знімків, отриманих телескопом «Габбл». Народження нових зір у Туманності Орла.

Астроно́мія (грец. αστρον — зоря і νομος — закон) — одна з найдавніших наук, що містить спостереження і пояснення подій, які відбуваються за межами Землі та її атмосфери.

## Основні напрямки
Вона вивчає походження, розвиток, властивості об'єктів, що спостерігаються на небі (і перебувають поза межами Землі), а також процеси, пов'язані з ними. Цю науку ще називають космологією або зорезнавством.
Астрономи досліджують зорі, планети і їхні супутники, комети і метеоритні тіла, туманності, зоряні системи і речовину, що заповнює простір між зорями і планетами, в якому б стані вона не перебувала.
Дані про будову і розвиток небесних тіл, про їх положення і рух у просторі дають змогу отримати уявлення про будову Всесвіту в цілому.

## Визначення астрономії
- Астрономія — наука про Всесвіт, що вивчає розміщення, рух, будову, походження і розвиток небесних тіл і створених ними систем[4].
- Астрономія — наука про будову і розвиток небесних тіл і Всесвіту[5].

## Завдання астрономії

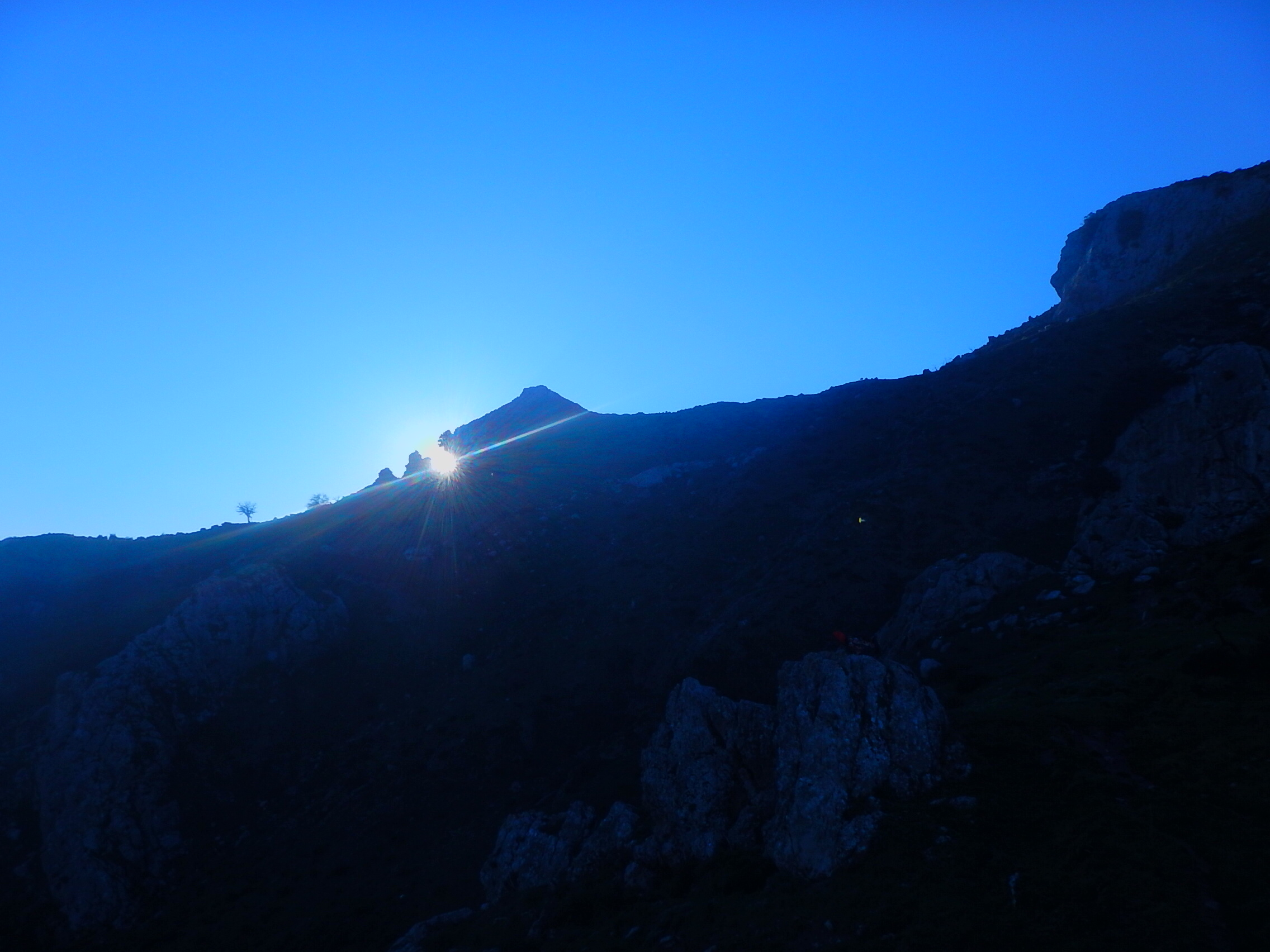
Рівнодення з сайту Pizzo Vento в Фондакеллі-Фантіна, Сицилія.

В астрономії вирішуються три основні задачі, які потребують послідовного підходу:
1. вивчення видимих, а потім і дійсних положень небесних тіл і їх руху в просторі, визначення їх розмірів і форми;
2. вивчення будови небесних тіл, дослідження хімічного складу і фізичних властивостей (густини, температури і т. д.) речовини, з якої вони складаються;
3. вирішення проблеми походження і розвитку окремих тіл і їх систем.

Перший пункт вирішується шляхом тривалих спостережень, розпочатих ще в глибокій древності, а також на основі законів механіки, відомих уже давно і фактично виведених із астрономічних спостережень. Тому в цій області астрономії ми маємо найбільше багатої інформації, особливо для небесних тіл, порівнянь близьких до Землі.
Про фізичну будову небесних тіл ми знаємо набагато менше. Рішення деяких питань другого пункту вперше стало можливим не більше століття тому, а до основних проблем вдалось підійти лише в останні роки.
Третій пункт складніший двох попередніх, оскільки матеріалу для її рішення поки ще далеко не достатньо, і наші знання в цій області астрономії обмежуються лише загальними міркуваннями і рядом більш-менш правдоподібних гіпотез.

## Історія
Астрономія — одна з найстаріших наук, яка виникла з практичних потреб людства. За розташуванням зір і сузір'їв первісні землероби визначали настання пір року. Кочові племена орієнтувалися за Сонцем і зорями. Необхідність у літочисленні привела до створення календаря. Є докази, що ще доісторичні люди знали про основні явища, пов'язані зі сходом і заходом Сонця, Місяця і деяких зір. Періодична повторюваність затемнень Сонця і Місяця була відома вже дуже давно. Серед найдавніших письмових джерел зустрічаються описи астрономічних явищ, а також примітивні розрахункові схеми для передбачення часу сходу і заходу найяскравіших небесних тіл і методи відліку часу і ведення календаря.
Астрономія успішно розвивалась у Стародавньому Вавилоні, Єгипті, Китаї та Індії. У китайському літописі описується затемнення Сонця, яке відбулося у 3-му тисячолітті до н. е. Теорії, які на основі розвинутих арифметики й геометрії пояснювали та передбачали рух Сонця, Місяця і яскравих планет, були створені в країнах Середземномор'я в останні століття дохристиянської ери і разом із простими, але ефективними приладами, служили практичним цілям аж до епохи Відродження.
Найперше великого розвитку сягла астрономія у Стародавній Греції. Так, Піфагор вперше дійшов висновку, що Земля має кулясту форму, а Аристарх Самоський висловив припущення, що Земля обертається навколо Сонця. Гіппарх у II ст. до н. е. склав один із перших зоряних каталогів, а філософи-атомісти обстоювали множинність планет у Всесвіті. У творі Птолемея «Альмагест», написаному в II ст. н. е., викладено т. з. геоцентричну систему світу, яка була загальноприйнятою протягом майже півтори тисячі років.
У Середньовіччі астрономія досягла значного розвитку у країнах Сходу. В XV ст. Улугбек спорудив поблизу Самарканда обсерваторію з точними на той час інструментами. Тут було складено перший після Гіппарха каталог зір. З XVI ст. починається розвиток астрономії в Європі. Нові вимоги висувались у зв'язку з розвитком торгівлі та мореплавства і зародженням промисловості, сприяли звільненню науки від впливу релігії і привели до ряду великих відкриттів.
Народження модерної астрономії пов'язують із відмовою від геоцентричної системи світу Птолемея (II століття) і заміною її геліоцентричною системою Миколая Коперніка (середина XVI століття), з початком досліджень небесних тіл за допомогою телескопа (Галілео Галілей, початок XVII століття) і відкриттям закону всесвітнього тяжіння (Ісаак Ньютон, кінець XVII століття). XVIII—XIX століття були для астрономії періодом нагромадження відомостей і знань про Сонячну систему, нашу Галактику і фізичну природу зір, Сонця, планет і інших космічних тіл. Поява великих телескопів і здійснення систематичних спостережень призвели до відкриття, що Сонце входить до складу величезної дископодібної системи, що складається з багатьох мільярдів зір — галактики. На початку XX століття астрономи виявили, що ця система є однією з мільйонів подібних їй галактик. Відкриття інших галактик стало поштовхом для розвитку позагалактичної астрономії. Дослідження спектрів галактик дало змогу Едвіну Габблу 1929 року виявити явище «розбігання галактик», яке згодом здобуло пояснення на основі загального розширення Всесвіту.
У XX столітті астрономія поділилася на дві основні галузі: спостережну і теоретичну. Спостережна астрономія зосереджена на спостереженнях небесних тіл, які потім аналізують за допомогою основних законів фізики. Теоретична астрономія зорієнтована на розробку моделей (аналітичних чи комп'ютерних) для опису астрономічних об'єктів і явищ. Ці дві гілки доповнюють одна одну: теоретична астрономія шукає пояснення результатам спостережень, а спостережну астрономію застосовують для підтвердження теоретичних висновків і гіпотез.
Науково-технічна революція XX століття мала надзвичайно великий вплив на розвиток астрономії в цілому та особливо астрофізики. Створення оптичних і радіотелескопів із високою роздільною здатністю, застосування ракет і штучних супутників Землі для позаатмосферних астрономічних спостережень призвели до відкриття нових видів космічних тіл: радіогалактик, квазарів, пульсарів, джерел рентгенівського випромінювання тощо. Були розроблені основи теорії еволюції зір і космогонії Сонячної системи. Найбільшим досягненням астрофізики XX століття стала релятивістська космологія — теорія еволюції Всесвіту в цілому.
2009 рік було оголошено ООН Міжнародним роком астрономії (IYA2009). Основний наголос робиться на підвищенні суспільної зацікавленості й розумінні астрономії. Це одна з небагатьох наук, де непрофесіонали все ще можуть відігравати активну роль. Аматорська астрономія зробила свій внесок у ряд важливих астрономічних відкриттів.

## Основні розділи астрономії
Предметом досліджень в астрономії є багато різних об'єктів і створюваних ними систем аж до всього Всесвіту в цілому. Виключно різноманітні і методи досліджень, включаючи як теоретичний підхід, так і всілякі експериментальні способи реєстрації і вимірювання космічного випромінювання, яке є основним джерелом інформації в астрономії. Різноманіття об'єктів і методів призводить до численності розділів і окремих напрямків в астрономії. Однак це не порушує її єдиності як науки: у всіх розділів єдина ціль досліджень.
Відповідно до предметів і методів досліджень астрономію поділяють на:
- Астрометрія — підрозділ науки астрономії, що вивчає небесні тіла в конкретні моменти часу.
- Небесна механіка — вивчає рух небесних тіл під впливом сили тяжіння та фігури рівноваги небесних тіл, що визначається силою гравітації та обертання. З'явилася небесна механіка лише у XVII столітті, коли стало можливим вивчення сил, що керують рухом небесних тіл.
- Астрофізика — вивчає фізичну природу небесних тіл, тобто фізичний стан і хімічний склад небесних тіл, а також досліджує питання про джерела енергії, випромінюваної Сонцем і зорями.
- Зоряна астрономія — вивчає будову, походження і розвиток зоряних систем і міжзоряної матерії.
- Фізична космологія — досліджує будову та еволюцію Всесвіту у найбільших масштабах, розглядає питання про утворення і розвиток систем небесних тіл, зокрема нашої Галактики та Сонячної системи.

## Астрономічні спостереження
Основою для астрономічних досліджень є спостереження як самих космічних тіл або об'єктів (зорі, планети, Місяць), так і пов'язаних із ними явищ (схід, захід світил, затемнення Сонця і Місяця, фази Місяця або планет). В більшості випадків астрономічні спостереження потребують ретельних вимірювань кутів, моментів часу, світлових потоків та інших даних. Наступна обробка результатів спостережень нерідко потребує кропітких розрахунків і, в кінцевому рахунку, дозволяє отримати ті чи інші дані про природу досліджуваних тіл і створених ними систем.
До середини XX століття спостереження були практично єдиним джерелом знань про космос (за винятком можливості дослідження хімічного складу метеоритів, що впали на Землю та енергії первинних космічних променів).
Однак перший штучний супутник Землі, запущений в 1957 р., відкрив нову еру космічних досліджень, що дозволило застосувати активніші методи астрономічних досліджень із міжпланетних станцій, орбітальних обсерваторій і навіть із поверхні Місяця та інших планет.
В астрономії інформація в основному отримується від виявлення та аналізу видимого світла та інших спектрів електромагнітного випромінювання в космосі. Астрономічні спостереження можуть бути розділені відповідно до ділянок електромагнітного спектра, в яких проводяться вимірювання. Деякі частини спектра можна спостерігати з Землі (тобто, з її поверхні), а інші спостереження ведуться тільки на великих висотах або в космосі (в космічних апаратах на орбіті Землі). Докладні відомості про ці групи досліджень наведено нижче.

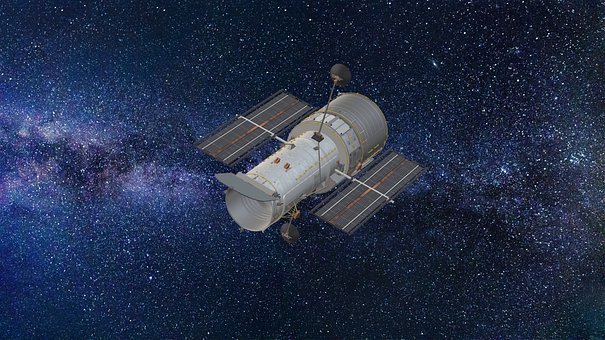
Американський оптичний космічний телескоп «Габбл» (Hubble space telescope).

### Оптична астрономія
Історично оптична астрономія (яку ще називають астрономією видимого світла) є найдавнішою формою дослідження космосу — астрономії. Оптичні зображення спочатку малювали від руки. Наприкінці XIX століття й більшої частини ХХ століття, дослідження здійснювалися на основі зображень, які здобували за допомогою фотографій, зроблених на фотографічному устаткуванні. Сучасні зображення отримують із використанням цифрових детекторів, зокрема детектори на основі приладів із зарядовим зв'язком (ПЗЗ). Хоча видиме світло охоплює діапазон приблизно від 4000 Ǻ до 7000 Ǻ (400—700 нанометрів), обладнання, що застосовується у цьому діапазоні, можна застосувати і для дослідження близьких до нього ультрафіолетового та інфрачервоного діапазонів, які не сприймаються людським оком.

### Інфрачервона астрономія

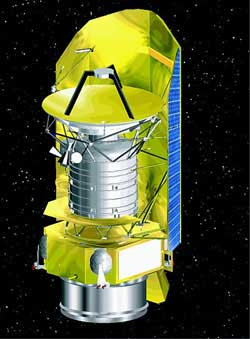
Інфрачервоний космічний телескоп «Гершель» (Herschel space telescope).

Інфрачервона астрономія стосується досліджень, виявлення та аналізу інфрачервоного випромінювання в космосі. Хоча довжина хвилі його близька до довжини хвилі видимого світла, інфрачервоне випромінювання сильно поглинається атмосферою, крім того, атмосфера Землі має значне інфрачервоне випромінювання. Тому обсерваторії для вивчення інфрачервоного випромінення мають бути розташовані на високих та сухих місцях, у стратосфері (Стратосферна обсерваторія для астрономічних спостережень у інфрачервоному діапазоні «SOFIA») або в космосі (Інфрачервоний космічний телескоп «Гершель»). Інфрачервоний спектр є корисним для вивчення об'єктів, які є занадто холодними, щоб випромінювати видиме світло таких об'єктів, як планети і навколозоряні диски. Інфрачервоні промені можуть проходити через газопилові хмари, які поглинають видиме світло, що дає змогу спостерігати молоді зорі в молекулярних хмарах і ядрах галактик. Деякі молекули потужно випромінюють в інфрачервоному діапазоні, і це може бути використано для вивчення хімічних процесів у космосі (наприклад, для виявлення води в кометах).

### Ультрафіолетова астрономія
Ультрафіолетова астрономія, здебільшого, застосовується для детального спостереження в ультрафіолетових довжинах хвиль приблизно від 100 до 3200 Ǻ (від 10 до 320 нанометрів). Світло на цих довжинах хвиль поглинається атмосферою Землі, тому дослідження цього діапазону виконують із верхніх шарів атмосфери або з космосу. Ультрафіолетова астрономія найкраще підходить для вивчення гарячих зір (зорі спектральних класів O та F), оскільки основна частина їх випромінювання припадає саме на цей діапазон. Сюди належать дослідження блакитних зір в інших галактиках та планетарних туманностей, залишків наднових, активних галактичних ядер. Однак ультрафіолетове випромінювання легко поглинається міжзоряним пилом, тому під час вимірювання слід робити поправку на наявність останнього в космічному середовищі.

### Радіоастрономія

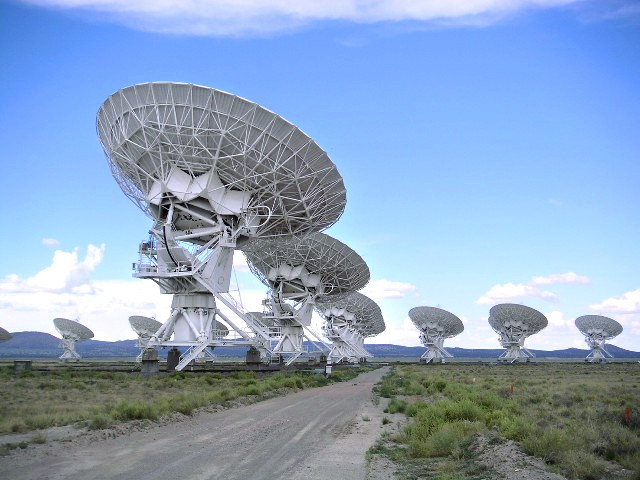
Радіотелескопи Антенного масиву дуже великої бази (Very Large Array) в Сокоро, Нью-Мексико, США.

Радіоастрономія досліджує випромінювання з довжиною хвилі, більшою за один міліметр (приблизно). Радіоастрономія відрізняється від більшості інших видів астрономічних спостережень тим, що досліджувані радіохвилі можна розглядати саме як хвилі, а не як окремі фотони. Отже, можна виміряти як амплітуду, так і фазу радіохвилі, що не так легко зробити для коротших хвиль.
Хоча деякі радіохвилі випромінюються астрономічними об'єктами у вигляді теплового випромінювання, більшість радіовипромінювання, що спостерігається з Землі, є за походженням синхротронним випромінюванням[відсутнє в джерелі], що виникає, коли електрони рухаються у магнітному полі. Крім того, деякі спектральні лінії утворюються міжзоряним газом, зокрема радіолінія нейтрального водню довжиною 21 см.
У радіодіапазоні спостерігається велике розмаїття космічних об'єктів, зокрема наднові зорі, міжзоряний газ, пульсари та активні ядра галактик.

### Рентгенівська астрономія
Рентгенівська астрономія вивчає астрономічні об'єкти в рентгенівському діапазоні. Зазвичай об'єкти випромінюють рентгенівське випромінювання завдяки:
- синхротронному механізму (релятивістські електрони, що рухаються в магнітних полях)
- теплове випромінювання від тонких шарів газу, нагрітих вище 107 K (10 мільйонів Кельвіна — так зване гальмівне випромінювання);
- теплове випромінювання масивних газових тіл, нагрітих понад 107 K (так зване випромінювання абсолютно чорного тіла).

Оскільке рентгенівське випромінювання поглинається атмосферою Землі, рентгенівські спостереження здебільшого виконують з орбітальних станцій, ракети або космічних кораблів. До відомих рентгенівських джерел у космосі належать: рентгенівські подвійні зорі, пульсари, залишки наднових, еліптичні галактики, скупчення галактик, а також активні ядра галактик.

### Гамма-астрономія
Гамма-астрономія вивчає астрономічні об'єкти за електромагнітним випромінюванням найкоротшою довжиною хвиль (з енергією понад 100 кЕв). Гамма-промені можуть спостерігатися безпосередньо з таких супутників, як гамма-обсерваторія «Комптон» або спеціалізовані атмосферні телескопи Черенкова. Атмосферні телескопи виявляють гамма-промені не безпосередньо, а за черенковським випромінюванням високоенергетичних часток, які утворюються під час взаємодії гамма-променів з атмосферою Землі внаслідок комптонівського розсіювання.
Більшість джерел гамма-випромінювання є фактично джерелами гамма-спалахів, які випромінюють тільки гамма-промені протягом короткого проміжку часу від декількох мілісекунд до тисячі секунд, перш ніж розвіятися в просторі космосу. Тільки 10 % від джерел гамма-випромінювання не є перехідними джерелами. До цих стійкий гамма-випромінювачів включають пульсари, нейтронні зорі і кандидати на чорні дірки в активних галактичних ядрах.

### Астрономія полів, що не ґрунтуються на електромагнітному спектрі
До Землі, виходячи з дуже великих відстаней, потрапляє не тільки електромагнітне випромінювання, а й інші типи елементарних частинок.
У нейтринній астрономії використовують спеціальні підземні об'єкти такі, як SAGE, GALLEX і Каміока II/III для виявлення нейтрино. Ці нейтрино приходять головним чином від Сонця чи зір, але також від супернових. Космічні промені, що складаються з частинок дуже високої енергії, які можуть розпадатися або поглинатися, входячи в атмосферу Землі, у результаті чого виникають каскади вторинних частинок. Крім того, деякі майбутні детектори нейтрино будуть також безпосередньо чутливі до нейтрино, народжених, коли космічні промені потрапляють до атмосфери Землі.
Новим напрямком у різновиді методів астрономії може стати гравітаційно-хвильова астрономія, яка прагне використовувати детектори гравітаційних хвиль для збору даних спостережень про компактні об'єкти. Кілька обсерваторій уже побудовано, наприклад, лазерний інтерферометр гравітаційної обсерваторії LIGO, але гравітаційні хвилі дуже важко виявити, і вони досі залишаються невловимими.
Планетарна астрономія використовує також безпосереднє вивчення за допомогою космічних кораблів і дослідницьких місій типу «за зразками й назад» (Sample Return). До них належать польоти місій із використанням датчиків; спускних апаратів, які можуть проводити експерименти на поверхні об'єктів, а також дають змогу здійснювати віддалене зондування матеріалів чи об'єктів і місії доставки на Землю зразків для прямих лабораторних досліджень.

### Астрометрія та небесна механіка

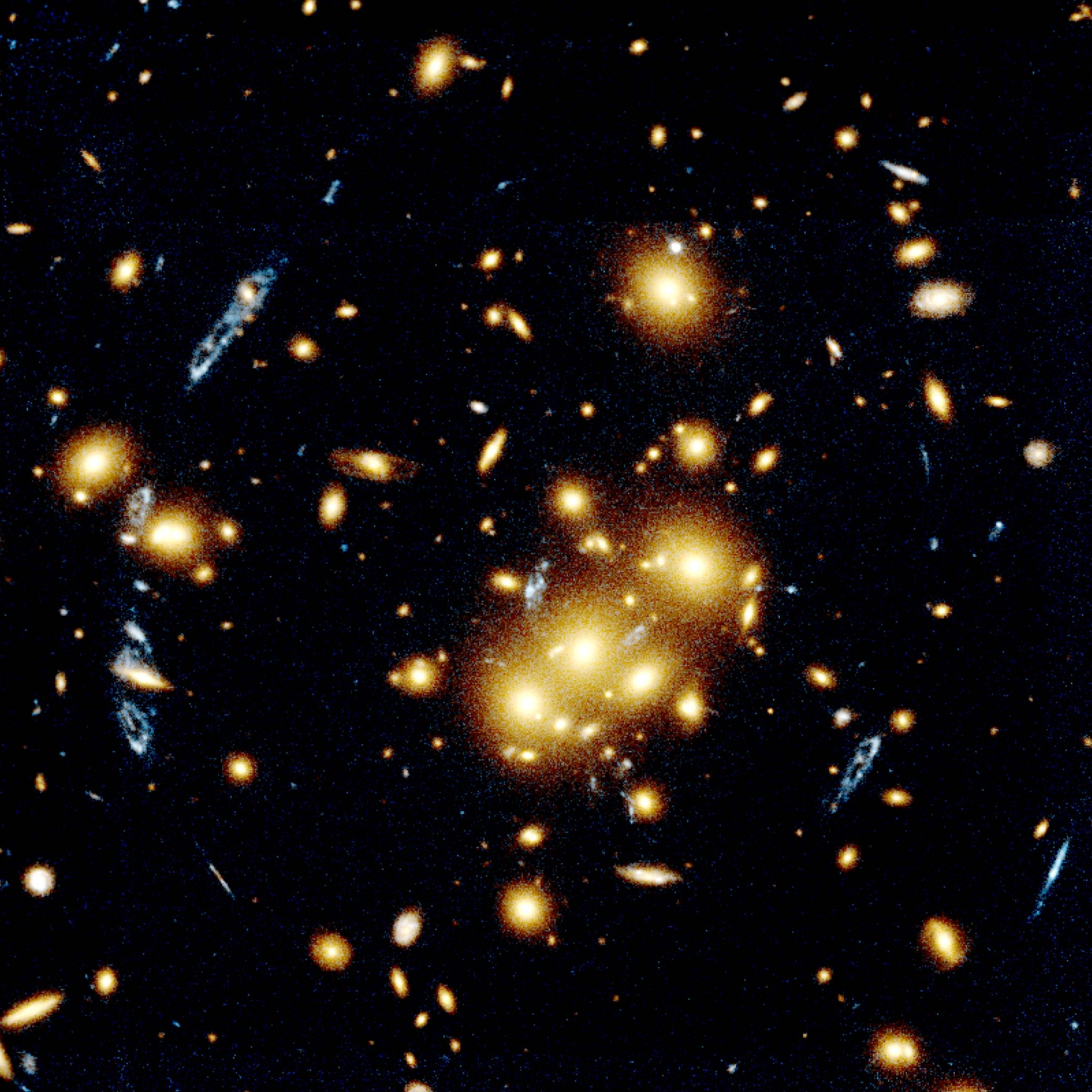
Позагалактична астрономія: гравітаційне лінзування. Це зображення показує кілька блакитних петлеподібних об'єктів, які є численними зображеннями однієї галактики, розмноженими через ефект гравітаційної лінзи від скупчення жовтих галактик у центрі фотографії. Лінзу утворено гравітаційним полем скупчення, яке відхиляє світлові промені, що призводить до збільшення і викривлення зображення віддаленішого об'єкта. Знімок космічного телескопа.

Один із найстаріших підрозділів астрономії, який вимірює положення небесних об'єктів. Ця галузь астрономії називається астрометрією. Історично точні знання про розташування Сонця, Місяця, планет і зір відіграють надзвичайно важливу роль у навігації.
Ретельні вимірювання розташування планет призвели до глибокого розуміння гравітаційних збурень, що дало змогу з високою точністю визначати їхнє розташування у минулому та передбачати на майбутнє. Ця галузь відома як небесна механіка. Зараз відстеження навколоземних об'єктів дає змогу прогнозування зближення з ними, а також можливі зіткнення різних об'єктів із Землею.
Вимірювання зоряних паралаксів найближчих зір є фундаментом для визначення відстаней у далекому космосі, що застосовується для виміру масштабів Всесвіту. Ці вимірювання забезпечили основу для визначення властивостей віддаленіших зір, бо їхні властивості можуть бути зіставлені з ближчими. Вимірювання променевих швидкостей і власних рухів небесних тіл дає змогу показати кінематику цих систем у нашій галактиці. Астрометричні результати також можуть використовуватися для вимірювання розподілу темної матерії в галактиці.
У 1990-х роках астрометричні методи вимірювання зоряних коливань було застосовано для виявлення великих позасонячних планет (планет на орбітах прилеглих зір).

### Позаатмосферна астрономія
Дослідження за допомогою космічної техніки посідають особливе місце серед методів вивчення небесних тіл і космічного середовища. Початок було покладено запуском у СРСР у 1957 році першого у світі штучного супутника Землі. Космічні апарати дали змогу здійснювати дослідження в усіх діапазонах довжин хвиль електромагнітного випромінювання. Тому сучасну астрономію часто називають всехвильовою. Позаатмосферні спостереження дають змогу приймати в космосі випромінювання, які поглинає або дуже змінює земна атмосфера: далекі ультрафіолетові, рентгенівські й інфрачервоні промені, радіовипромінювання деяких довжин хвиль, що не доходять до Землі, а також корпускулярні випромінювання Сонця та інших тіл. Дослідження цих, раніше недоступних видів випромінювання зір і туманностей, міжпланетного та міжзоряного середовища дуже збагатили наші знання про фізичні процеси у Всесвіті. Зокрема, було відкрито невідомі раніше джерела рентгенівського випромінювання — рентгенівські пульсари. Багато інформації про природу найвіддаленіших від нас тіл та їхніх систем також здобуто завдяки дослідженням, виконаним за допомогою встановлених спектрографів на різних космічних апаратах.

## Астрономія в Україні

Кримська астрофізична обсерваторія. Великий сонячний телескоп.

Першу в Україні астрономічну обсерваторію засновано в 1821 році адміралом А. С. Грейгом. Обсерваторію було збудовано у Миколаєві. Вона мала призначення обслуговувати Чорноморський флот. Другою в Україні була обсерваторія Київського університету, будівництво якої було завершено 1845 року. Потім було відкрито обсерваторії в Одесі (1871) та Харкові (1888), у 1900 створено обсерваторію Львівського університету. У Сімеїзі (Крим) 1908 року було організовано астрофізичний відділ Пулковської обсерваторії, який у радянські часи входив до складу Кримської астрофізичної обсерваторії АН СРСР. 1926 року у Полтаві створено гравіметричну обсерваторію, основним завданням якої є вивчення рухів земних полюсів і припливів у земній корі. 1945 року в Голосієві, під Києвом, створено астрономічну обсерваторію АН УРСР.
Значні астрометричні роботи виконали в Україні І. Є. Кортацці, Б. П. Остащенко-Кудрявцев, Л. І. Семенов (Миколаїв), В. І. Фабріціус, М. П Диченко (Київ), М. В. Ціммерман, Б. В. Новопашенний (Одеса), Г. В. Левицький, Л. О. Струве, М. М. Євдокимов (Харків), О. Я Орлов, Є. П. Федоров (Полтава). М. Ф. Хандриков був визначним організатором Київської школи теоретичної астрономії. Важливі дослідження виконав у Києві А. О. Яковкін. В галузі астрофізики значних успіхів досягли С. К. Всехсвятський (Київ), О. К. Кононович і В. П. Цесевич (Одеса), В. Г. Фесенков, М. П. Барабашов (Харків), Г. М. Неуймін, Г. А. Шайн, Е. Р. Мустель (Крим), Е. В. Рибка, В. Б. Степанов, М. С. Ейгенсон (Львів) та багато інших.
Першу[відсутнє в джерелі] аматорську астролабараторію відкрили Юлія та Олексій Мозолевські у 2019 році під Бердянськом і влаштували там астротабір та хостел.
З'являються в астрономії України і нові обличчя. Так, студентка Києво-Могилянської академії Дар'я Заремба стала учасницею IAYC [Архівовано 7 листопада 2019 у Wayback Machine.] — Міжнародного молодіжного астрономічного табору, звідки починали свій шлях багато відомих науковців.

## Теоретична астрономія
Астрономи-теоретики використовують широкий спектр інструментів, які включають аналітичні моделі (наприклад, політропи наближені до поведінки зорі) і обрахунки чисельних моделювань. Кожен із методів має свої переваги. Аналітична модель процесу, як правило, краще дає зрозуміти суть того, чому це (щось) відбувається. Чисельні моделі можуть свідчити про наявність явищ і ефектів, яких, ймовірно, інакше не було б видно.
Теоретики в галузі астрономії прагнуть створювати теоретичні моделі і з'ясувати в дослідженнях наслідки цих моделювань. Це дає змогу спостерігачам шукати дані, які можуть спростувати модель або допомагає у виборі між кількома альтернативними або суперечливими моделями. Теоретики також експериментують у створенні або видозміні моделі з урахуванням нових даних. У разі невідповідності загальна тенденція полягає у спробі зробити мінімальними зміни в моделі й відкорегувати результат. У деяких випадках велика кількість суперечливих даних із часом може призвести до повної відмови від моделі.
Теми, які вивчають теоретичні астрономи: зоряна динаміка і еволюція галактик; великомасштабна структура Всесвіту; походження космічних променів; загальна теорія відносності та фізична космологія, зокрема космології зір і астрофізика. Астрофізичні відносності служать як інструмент для оцінювання властивостей великомасштабних структур, для яких гравітація відіграє значну роль у фізичних явищах і основою для досліджень чорних дір, астрофізики та вивчення гравітаційних хвиль. Деякі широко прийняті і вивчені теорії і моделі в астрономії, тепер включені в Lambda-CDM моделі, Великий вибух, розширення Всесвіту, темної матерії і фундаментальні теорії фізики.

### Неможливість експерименту в астрономії
Людвіг фон Мізес про неможливість експерименту в астрономії: Твердження про те, що наука про природу зобов'язана всіма своїми досягненнями експериментальному методу, іноді піддається різкій критиці з посиланнями на астрономію. Сьогодні астрономія являє собою виключно застосування фізичних законів, експериментально відкритих на землі, до небесних тіл. У далекому минулому астрономія ґрунтувалася на припущенні, що небесні тіла не змінять свого курсу. Коперник і Кеплер просто спробували припустити, по якій траєкторії Земля обертається навколо Сонця. Оскільки коло вважалося найдосконалішою кривою, Коперник й обрав його для своєї теорії. Пізніше Кеплер також на основі припущень замінив коло на еліпс. І тільки після відкриттів Ньютона астрономія стала природничою наукою в строгому сенсі слова.

## Аматорська астрономія
Астрономія є однією з наук, в якій внесок аматорів може бути значним.
Загалом всі астрономи-аматори спостерігають різні небесні об'єкти і явища в більшому обсязі, ніж науковці, хоча їхній технічний ресурс набагато менший за можливості державних інституцій, іноді обладнання вони будують собі самостійно (як це було ще 2 століття тому). Зрештою більшість науковців вийшли саме з цього середовища. Головні об'єкти спостережень астрономів-аматорів: Місяць, планети, зорі, комети, метеорні потоки і різноманітні об'єкти глибокого неба, а саме: зоряні скупчення, галактики і туманності. Одна з гілок аматорської астрономії, аматорська астрофотографія, передбачає фотофіксацію ділянок нічного неба. Багато аматорів хотіли б спеціалізуватися у спостереженні окремих предметів, типів об'єктів, або типів подій, які цікавлять їх.
Більшість аматорів працюють у видимому спектрі, але невелика частина експериментує з довжиною хвиль за межами видимого спектра. Для таких експериментів треба ставити інфрачервоні фільтри на звичайні телескопи, а також користуватися радіотелескопами. Піонером аматорської радіоастрономії є Карл Янський, який спостерігав небо в радіодіапазоні 1930 року. Дехто з астрономів-аматорів використовує як домашні телескопи, так і радіотелескопи, які спочатку були побудовані для астрономічних закладів, але тепер доступні для аматорів через застатрілість (як для великих дослідних інституцій).
Астрономи-аматори і надалі продовжують робити свій внесок в астрономію. Справді, вона є однією з небагатьох наукових дисциплін, де внесок аматорів може бути значним. Доволі часто вони проводять точкові вимірювання, які використовуються для уточнення орбіт малих планет, почасти вони також виявляють комети, виконують регулярні спостереження змінних зір. А досягнення в галузі цифрових технологій дало змогу аматорам досягти вражаючого прогресу в галузі астрофотографії.
2019 року в Україні під Бердянськом запрацювала аматорська астролабораторія, в якій можна розглядати галактику у телескоп для візуального спостереження та жити у хостелі на базі астролабараторії. Її заснували Юлія та Олексій Мозолевські.[значущість факту?]

## Нерозв'язані проблеми в галузі астрономії
Астрономія як наукова дисципліна, зробила величезний крок вперед у розумінні природи Всесвіту і його зміст, але залишається низка важливих невирішених питань.
- Чи є інше життя у Всесвіті? Тим більше, чи є розумне життя? Якщо воно існує, то як пояснюється парадокс Фермі? Існування життя в інших місцях має важливе наукове і філософське значення[13][14].
- Чи є Сонячна система унікальною?
- Що спричинило утворення Всесвіту? Чи правильна теорія космічної інфляції, і якщо так, то які докладні деталі цієї стадії? Чому у Всесвіті спостерігається баріонна асиметрія? Яку форму має Всесвіт?
- Яка природа темної матерії і темної енергії? Вони визначають розвиток і долю Всесвіту, проте їхня справжня природа залишається невідомою[15]. Якою буде подальша доля Всесвіту[16]?
- Якими були перші галактики? Як утворилися надмасивні чорні діри?
- Як утворюються космічні промені надвисоких енергій?[17][18]

Для пошуку відповідей на ці питання може знадобитися будівництво нових наземних і космічних інструментів, і, можливо, нові розробки в теоретичній та експериментальній фізиці.

## Практичне значення астрономії
Астрономія з її методами мають велике значення в житті сучасного суспільства. Без її участі неможливо вирішувати фундаментальні питання, пов'язані з протіканням найважливіших природних процесів.
Найширше розповсюджуються астрономічні методи навігації в мореплавстві та авіації, а останнім часом — і в космонавтиці. Обчислювання ефемерид (таблиць положень) найважливіших об'єктів і складення календарів, необхідних у народному господарстві, також засновані на астрономічних даних.
Складення географічних і топографічних карт, вираховування настання морських припливів і відпливів, визначення сили тяжіння в різних точках земної поверхні з ціллю виявлення покладів корисних копалин, — усе це у своїй основі опирається на астрономічні методи.
Дослідження процесів, що проходять на різних небесних тілах, дозволяє астрономам вивчати речовину в таких її станах, які ще не досягнуті в земних лабораторіях. Астрономія, і частково астрофізика, тісно пов'язані з фізикою, хімією, математикою. Вони сприяють розвитку цих наук, котрі, є основою всієї сучасної техніки. Достатньо сказати, що питання про роль внутріатомної енергії вперше був поставлений астрофізиками, а велике досягнення сучасної техніки — створення небесних тіл (супутників, космічних станцій і апаратів) — взагалі було б немислиме без астрономічних знань.
Одні лише спостереження небесних явищ не дозволяють виявити їх істинні причини. Тому відсутність наукових знань нерідко призводить до хибних тлумачень і забобонів. Наприклад, у давнину Сонце, Місяць і планети вважали божествами, і їм поклонялись. Багато забобонів у людей було пов'язано зі сонячними й місячними затемненнями, з появою комет, з явищем метеорів і болідів, падінням метеоритів тощо. Наприклад, деякі народи вважали, що комети є віщунами різних бід, які осягають людство на Землі (пожежі, епідемії, війни): явище метеору нерідко пов'язували зі смертю окремої людини і т. д.
Астрономія, вивчаючи небесні явища, вивчаючи природу, будову й розвиток небесних тіл, доводить, що Всесвіт підкоряється єдиним законам природи і згідно з ними розвивається в часі та просторі. Тому висновки астрономії мають глибоке філософське значення.
У теперішній час проблеми астрономії в основному торкаються загальних поглядів на будову матерії та Всесвіту, на виникнення, розвиток і подальшу долю як окремих частин, так і всього Всесвіту в цілому.

### Українською мовою
- Астрономічний енциклопедичний словник / За заг. ред. І. А. Климишина та А. О. Корсунь.  А. О. Корсунь, Л. Р. Лісіна, Л. С. Пілюгін, К. В. Алікаєва, К. Бурлов-Васильєв; Голов. астроном. обсерваторія НАН України, Львів. нац. ун-т ім. І. Франка. — Л., 2003. — 547 c. (онлайн-версія)
- Астрономія: для дітей серед. шк. віку / авт.-упоряд. Д. А. Свєчкарьов, худож.- ілюстр. Г. В. Беззубова, худож.-оформ. Г. В. Кісель. — Харків: Фоліо, 2013. — 318, [1] с. — (Шкільна бібліотека. Дитяча енциклопедія: заснована у 2013 р.). — Бібліогр.: с. 308—315. — ISBN 978-966-03-5965-9 (Шкільна б-ка. Дитяча енциклопедія). — ISBN 978-966-03-6371-7
- Астрономія: навч. посіб. / І. А. Климишин, Г. О. Гарбузов, Б. О. Мурніков, Т. І. Кабанова. — О. : Астропринт, 2012. — 351 c.
- Астрономія на Україні (1918—1962 рр.): бібліограф. покажч. / Таїсія Андріївна Азарнова, Ніна Олександрівна Шемець; В. о. Акад. наук Української РСР, Держ. публічна б-ка; За ред. І. Г. Колчинський; ред. Д. І. Попович.– К. : Наукова думка, 1965.– 160, [3] c.
- Астрономія — передовий рубіж природознавства: [лекція] / Я. С. Яцків ; Волин. нац. ун-т ім. Лесі Українки. — Луцьк: Волин. нац. ун-т ім. Лесі Українки, 2009. — 26 с. : портр.
- Астрономія: підручник для загальноосвіт. навч. закл.: рівень стандарту, академічний рівень / М. П. Пришляк ; ред. Яцків Я. С. — Харків: Ранок, 2011. — 160 с. : рис., табл. — ISBN 978-617-540-424-9
- Вимір часу від давніх-давен до сучасності / А. О. Корсунь. — Київ: Техніка, 2009. — 174, [1] с. — Бібліогр.: с. 171—173. — ISBN 978-966-575-164-9
- Вступ до астрофізики та космогонії: навч. посіб. / В. А. Захожай ; М-во освіти і науки, молоді та спорту України, Харк. нац. ун-т ім. В. Н. Каразіна. — Харків: ХНУ імені В. Н. Каразіна, 2012. — 207 с. — Бібліогр.: с. 203—207. — ISBN 978-966-623-940-5
- Геодезична астрономія: навч. посіб. / С. М. Білокриницький; Чернів. нац. ун-т ім. Ю. Федьковича. — Чернівці: Рута, 2014. — 95 c.
- Дивовижна астрономія / О. О. Фейгін. — Х. : Ранок, 2013. — 176 с. : ілюстр. — (Популярно про складне).
- Дошкільнятам про зоряне небо: навч. посіб. / В. Старченко. — Київ: Наш час, 2006. — 88, [3] с. — Бібліогр.: с. 90. — ISBN 966-8174-13-5
- Земля та всесвіт [Мультимедіа]. — Електрон. дані. — Київ: Всеукр. т-во «Просвіта» ім. Т. Шевченка: Атлантік, 2007. — 1 ел. опт. диск (CD-ROM). — Назва з етикетки диска. — Дитяча колекція.
- Зоряний Всесвіт: навч.-метод. посіб. / О. О. Фейгін. — Харків: Основа, 2009. — 144 с. : іл. — (Бібліотека журналу «Фізика в школах України»: сер. засновано в 2004 р. ; вип. 6 (66)). — Бібліогр.: с. 143—144. — ISBN 978-611-00-0163-2
- Історія Астрономічної обсерваторії Львівського національного університету ім. Івана Франка / за ред. Б. Новосядлого. — Л. : ЛНУ, 2011. — 240 c.
- Історія космічних досліджень: [наук.-популяр. вид. для дітей] / Луї Стовелл ; ілюстр. Пітера Аллена. — [Київ]: Країна Мрій, [2015]. — 103 с. : кольор. іл. — ISBN 978-074-609-845-5. — ISBN 978-617-538-062-8
- Календар природи і людини / І. А. Климишин ; ред. Л. І. Сідлович ; рецензент А. В. Буткевич. — 2-ге вид. перероб. і допов. — Львів: Вища школа, 1983. — 176 с. : ил.
- Київське вікно у Всесвіт: історія Київ. астроном. обсерваторії в контексті історії розв. нац. та світ. науки / Л. В. Казанцева, В. С. Кислюк. — Київ: Інформ.-аналіт. агенція «Наш час», 2007. — 196 с. : кольор. фотогр. — (Серія «Невідома Україна»). — Бібліогр.: с. 191—194. — Присвяч. пам'яті Олександра Кузьмича Осипова, який тривалий час був хранителем цієї історії. — ISBN 978-966-8174-85-8. — ISBN 966-8174-12-7 (серія)
- Курс загальної астрономії: навч. посіб. / С. М. Андрієвський, І. А. Климишин; Одес. нац. ун-т ім. І. І. Мечникова, Прикарпат. нац. ун-т ім. В. Стефаника. — О.: Астропринт, 2007. — 480 c. ISBN 978-966-318-773-0
- Небесна механіка: Підруч. для студ. ун-тів, які навч. за спец. «Астрономія» / Ю. В. Александров; Харк. нац. ун-т ім. В. Н. Каразіна. — Х., 2004. — 236 c.
- Нове в астрономії: кн. для вчителя та учня / І. П. Крячко ; [ред. рада Л. Хольвінська та ін.]. — Київ: Ред. газет природничо-мат. циклу, 2013. — 98, [1] с. — (Бібліотека «Шкільного світу»: заснована у 2003 р.). — ISBN 978-966-451-000-1 (б-ка «Шк. світу»). — ISBN 978-966-2755-27-5
- Основи релятивістської космології: Навчальний посібник для студентів спец. «Астрономія» і «Фізика» ВНЗ / Юрій Володимирович Александров; В. о. Харків. нац. ун-т ім. В. Н. Каразіна.– Харків: ХНУ, 2004.– 134 с. — 200 пр. — ISBN 966-623-304-5
- Планетарій як засіб навчання: навч. посіб. / В. Ю. Биков, М. Т. Мартинюк, І. А. Ткаченко ; Уман. держ. пед. ун-т ім. Павла Тичини. — Київ: Науковий світ, 2004. — 87, [1] с. — Бібліогр.: с. 86. — ISBN 9666753294
- Планети народжують життя. Космічний дім / І. М. Христенко ; Європ. ун-т. — Київ: Вид-во Європейського ун-ту, 2004. — 182 с. — Бібліогр. у кінці глав. — ISBN 966-301-053-3
- Позагалактична астрономія: навч. посіб. Кн. 1: Галактики: основні фізичні властивості / Ю. М. Кудря, І. Б. Вавилова. — Київ: Наукова думка, 2016. — 344 с.
- Попов П. І. та ін. Астрономія. К., 1950.
- Українське небо. Студії над історією астрономії в Україні: збірник наукових праць / за заг. ред. О. Петрука. — Львів: Інститут прикладних проблем механіки і математики ім. Я. С. Підстригача НАН України, 2014. — 767 с.[1] (онлайн-перегляд [Архівовано 26 лютого 2022 у Wayback Machine.])
- Українські фізики та астрономи: посібник-довідник / авт.-уклад. Віра Шаромова. — Тернопіль: Підручники і посібники, 2007. — 303, [1] с. — Бібліогр.: с. 294—299. — Авт. зазначено на обкл. — ISBN 978-966-07-0800-6
- Українські фізики та астрономи: посібник-довідник / укл. В. Шаромова. — 2-ге вид., доп. — Тернопіль: Підручники і посібники, 2009. — 352 с. — ISBN 978-966-07-1369-7
- Усе, що потрібно знати про планети і зірки: від малих небесних тіл до галактик / Я. О. Батій. — Х. : Ранок, 2011. — 112 с. : ілюстр. — (Ілюстрована енциклопедія школяра).
- Фізика. Асторономія: (початкові відомості) / О. В. Кабановський, Ф. С. Познанський. — [Київ]: Медінформ, 2010. — 400 с. — Бібліогр.: с. 396. — ISBN 978-966-409-066-4
- Фізика та астрономія в сучасній школі: науково-методичний журнал/ МОН України, НАПН України. — К. : Педагогічна преса, 1996. — Виходить 8 разів на рік.
- Фізика та астрономія у школі: українознавчий аспект: Позакласні заходи. Ч. 1 / [авт.-уклад.: Шаромова Віра Радіонівна ; редагування Володимира Тарнопольського ; літ. ред. Людмила Олійник ; обкл. Олени Соколюк]. — Тернопіль: Підручники і посібники, 2011. — 224 с. : іл. — Бібліогр.: с. 218—222. — Авт.-уклад. зазначено на звороті тит. арк. та на 3-й с. обкл. — ISBN 978-966-07-1235-5
- Фізика та астрономія — не дуже складно / О. В. Кабановський, І. Б. Баскіна, Ф. С. Познанський. — Харків: Основа, 2005. — 251 с. — (Бібліотека журналу «Фізика в школах України»: серію засновано в 2004 р. ; вип. 12 (24)). — Бібліогр.: с. 251. — ISBN 9663332530
- Шкільний астрономічний довідник / Климишин I. А., Тельнюк-Адамчук В. В. — K.: Радянська школа, 1990. — 287 c.

### Іноземними мовами
- Проф. С. Ньюкомъ. Астрономія длявсѣхъ. Перев. съ англ. съ пред. A. Р. Орбинскаго. Съ портретомъ автора, 64 рис. въ текстѣ и 1 отдѣльной таблицей. Книгоиздательство Mathesis. Одесса, 1905. Стр. ХХІѴ+285.
- Астрономия / Владимир Иванович Щенников; Худож. Елена Константиновна Перепелица.– Донецк: ПКФ «БАО», 2007.– 320 с.– (Энциклопедия для школьников). — 15 000 экз. — ISBN 966-338-638-6
- Астрономы: Биографический справочник [Архівовано 17 вересня 2010 у Wayback Machine.], 2-е изд. / И. Г. Колчинский, А. А. Корсунь, М. Р. Родригес. — К.: Наукова д, 1977.
- Брауде С. Я. Радиоастрономия. К.: Знания, 1965.
- Введение в космонавтику: учеб. пособие для студентов спец. «Астрономия» / Юрий Владимирович Александров; И. о. Харьк. нац. ун-т им. В. Н. Каразина.– Харьков: ХНУ им. В. Н. Каразина, 2009.– 144 с.– 200 экз.– Библиогр.: с. 140—143. — ISBN 966-623-556-8
- Династия астрономов Кнорре / Г. И. Пинигин, С. Ф. Эраль ; НИИ «Николаев. Астрономич. Обсерватория». — Николаев: [Б. и.], 2009. — 144, [3] с. — (Серия «Биобиблиография ученых НИИ НАО»). — Библиогр.: с. 140—144. — ISBN 978-966-8592-78-2
- Кларк А. Общедоступная история астрономии в 19 столетии. Одесса, 1913.
- Селешников С. И. Астрономия и космонавтика. К.: Наукова думка, 1967.
- Ян Гевелий. Колумб неба: альбом / Гданская библиотека Польской академии наук ; пер. з пол. М. Брацка. — Гданськ: Athenae Gedanenses, 2014. — 74 с. — ISBN 978-83-64706-01-1
- Astronomy Through the Telescope / R. Learner. — New York: Van Nostrand Reinhold Company, 1981. — 224 p. : il. — ISBN 0-442-25839-9
- Dictionary of astronomy. 2nd ed. — New York: McGraw-Hill, 2003. — 180 p. — ISBN 0-07-1410047-3
- Scholastic Atlas of Space / ed. J. Champagne. — New York: Scholastic Reference, 2004. — 80 p. : кольор. іл. — ISBN 0-439-67272-4
- Solar system: planets, atmospheres and life. Vol. 7 / S. J. Bauer. — Kyiv: TIMPANI, 2003. — 296 p. — (Classics of world science). — ISBN 966-7649-00-8
- The New Book of Popular Science. Vol. 1. Astronomy. Space Science. Mathematics. — Danbury: Grolier Incorporated, 1996. — 464 p. : il.
- The World Book Encyclopedia of Science. Vol. 1. The Heavens. — Chicago: World Book, Inc., 1992. — 158 p. : il. — ISBN 0-7166-2600-4
- World Book's Young Scientist. In 10 vol. Vol. 1. Space Technology. — Chicago: World Book, Inc., 1996. — 127 p. : il. — ISBN 0-7166-2795-7